# East Grant (Dakota del Norte)
East Grant es un territorio no organizado ubicado en el condado de Grant en el estado estadounidense de Dakota del Norte. En el Censo de 2010 tenía una población de 540 habitantes y una densidad poblacional de 0,28 personas por km².

## Geografía
East Grant se encuentra ubicado en las coordenadas 46°18′54″N 101°27′45″O / 46.31500, -101.46250. Según la Oficina del Censo de los Estados Unidos, East Grant tiene una superficie total de 1943.96 km², de la cual 1943.06 km² corresponden a tierra firme y (0.05%) 0.89 km² es agua.

## Demografía
Según el censo de 2010, había 540 personas residiendo en East Grant. La densidad de población era de 0,28 hab./km². De los 540 habitantes, East Grant estaba compuesto por el 95% blancos, el 0% eran afroamericanos, el 2.59% eran amerindios, el 0.19% eran asiáticos, el 0% eran isleños del Pacífico, el 0.19% eran de otras razas y el 2.04% pertenecían a dos o más razas. Del total de la población el 0.19% eran hispanos o latinos de cualquier raza.